# Attilio Piccioni
Attilio Piccioni (14 jul 1892 – 10 març 1976) va ser un polític italià, nascut a Poggio Bustone.
Va ser membre de Democràcia Cristiana. En 1958 va ser nominat, i més tard elegit, per al seient senatorial de DC de Sondrio, fins i tot si ell no vivia a Llombardia, convertint-se en el primer polític llançat en paracaigudes en la història local.